# Солонечник обыкновенный
Солоне́чник обыкнове́нный, или Грудни́ца обыкнове́нная, или Солоне́чник льнови́дный (лат. Galatella linosyris) — многолетнее травянистое растение; вид рода Солонечник (Galatella) семейства Астровые (Asteraceae).

## Ботаническое описание

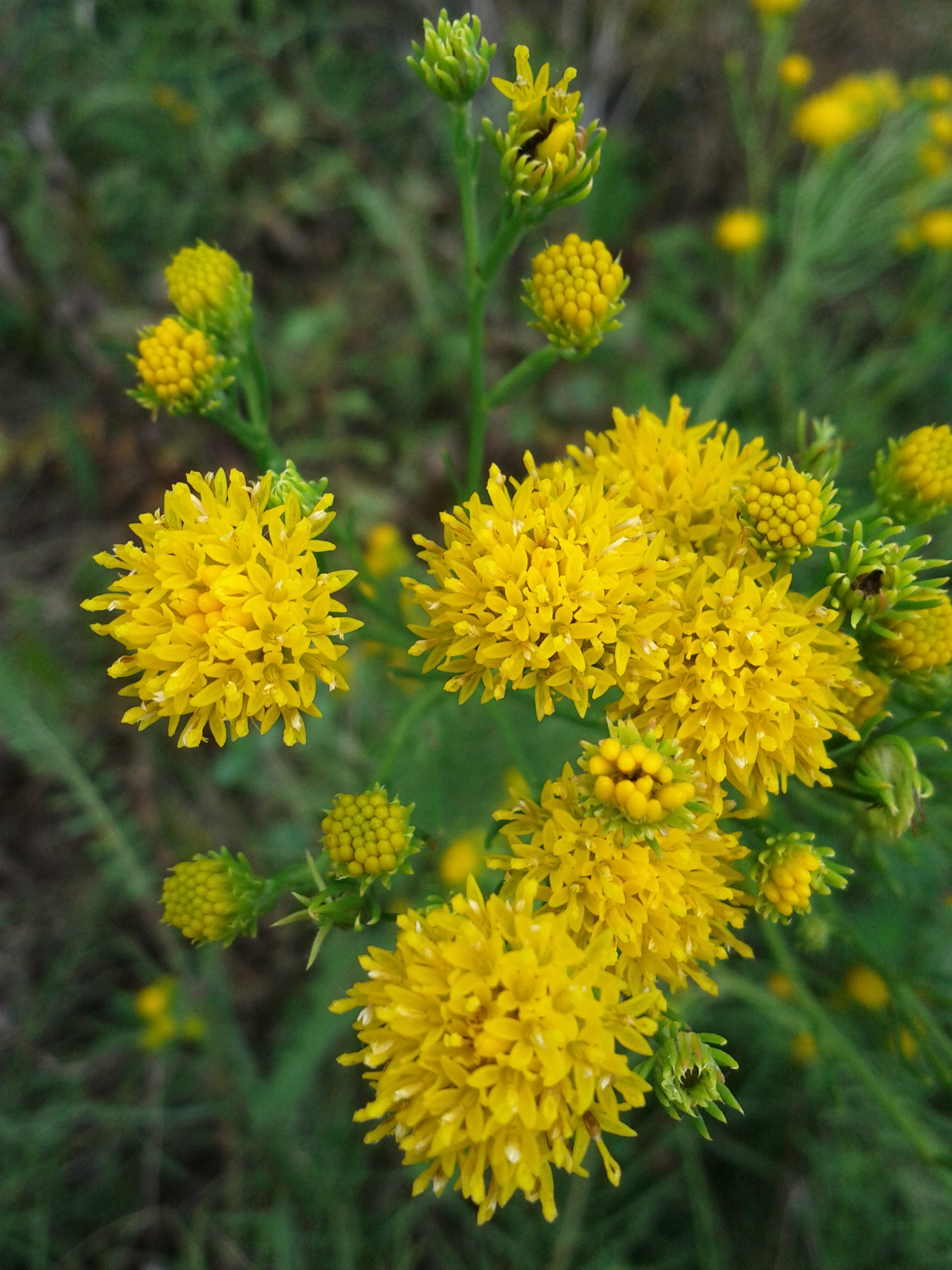
Соцветие

Многолетнее травянистое растение 10—50 (до 70) см высотой, голое или почти голое (иногда с незначительной примесью паутинистого войлочка в соцветии), но обычно слабо шероховатое от мелких шипиков, расположенных преимущественно по краю листьев.
Стебли обычно немногочисленные или одиночные, прямостоячие, на верхушке разветвлённые, с косо вверх направленными веточками, заканчивающимися одной или несколькими корзинками на ножках.
Листья линейные или узколинейные, 1—7 см длиной и 1—3 (редко до 5) мм шириной, часто с завёрнутыми кверху краями, сидячие, к основанию постепенно суженные, на верхушке оттянутые в очень короткое хрящеватое острие, с одной срединной жилкой; сверху более менее покрытые точечными железками, реже совсем без них, зелёные, верхушечные (на веточках соцветия) обычно довольно многочисленные, сильно уменьшенные, переходящие в листочки обёртки.
Корзинка в довольно густом щитковидном соцветии (очень редко одиночном), 15—40 цветков, 8—12 мм длиной; обёртки широкообратноконические (до почти полушаровидных), 6—8 мм длиной и 7—15 мм шириной; листочки их почти одинаковые по длине (редко наружные заметно короче внутренних), травянистые, по краю с очень мелкими сосочковидными волосками, наружные зеленоватые, линейно-шиловидные или узколинейные, постепенно заостренные, с одной жилкой, самые внутренние из продолговатого основания оттянутые в ланцетно-шиловидное или шиловидное окончание, светло-желтовато-зелёные, с узким перепончатым краем и 1—3 жилками; все цветки трубчатые, светло-жёлтые; семянка 3—5 мм длиной, часто с выдающимися боковыми ребрышками; хохолок 5—6 мм длиной, беловатый. Цветёт в августе - октябре.

## Распространение и местообитание
Степи, кустарники, лесные опушки, каменистые склоны, солонцеватые луга. Южная часть Европы, южная часть Скандинавии, Кавказ, Западное Средиземноморье, Малая Азия, центральная и Атлантическая Европа, Балканы, Украина, Молдавия.
Гелиофит, ксерофит, криптофит, кальцефил. К почвам не требователен, растет на сильноэродированных склонах.
Лимитирующие факторы — узкая экологическая амплитуда. Оползневые явления на склонах, вызванные природными и антропогенными причинами (интенсивный выпас и др.). Разработка меловых карьеров. Попытки облесения лесных полян с засоленными почвами.

## Синонимика
По данным The Plant List на 2010 год, в синонимику вида входят:
- Aster liburnicus (Spreng.) Rouy
- Aster savii Arcang.
- Chrysocoma liburnica Spreng.
- Chrysocoma linosyris L.
- Chrysocoma nupera Gray
- Chrysocoma palustris Savi ex Bertol.
- Chrysocoma palustris Savi
- Chrysocoma vulgaris Gueldenst. ex Ledeb.
- Crinitaria linosyris (L.) Less.
- Crinitaria linosyris subsp. armoricana (Rouy) Holub
- Crinitina linosyris (L.) Soják
- Deinosmos siculus Raf.
- Erigeron linosyris Clairv.
- Galatella pontica (Lipsky) Novopokr. & Bogdan
- Linosyris vulgaris DC.

## Охранный статус

### В России
В России вид входит в Красные книги таких регионов как: Белгородская, Брянская, Волгоградская, Воронежская, Курская, Липецкая, Московская, Нижегородская, Пензенская, Тульская области, а также республик Мордовия и Чувашия и Краснодарского края. Растёт на территории нескольких особо охраняемых природных территорий России.